# Pterophocaena
Pterophocaena nishinoi — вимерлий вид морських свиней, виявлений у формації Вакканай пізнього міоцену в Японії, що датується 9.3–9.2 мільйонів років тому, і може представляти собою проміжну фазу між морськими свинями та дельфінами. Це один із найдавніших видів, виявлених після середньоміоценового Loxolithax 16–14.8 млн років і пізнього міоцену Salumiphocaena 12.6–9 млн років. Голотипний зразок містить частковий скелет. Назва роду походить від давньогрецького pteryx — «крило», у зв'язку з його незвичайно вираженим дзьобом, і латинського phocaena — «морська свиня». Назва виду вшановує першовідкривача голотипу Таканобу Нісіно.